# Lee Philips
Pour les articles homonymes, voir Philips (homonymie).
Lee Philips est un réalisateur, acteur, scénariste et producteur de cinéma américain, né le 10 janvier 1927 à New York, État de New York (États-Unis), mort le 3 mars 1999 à Brentwood (Californie).

## Filmographie

### Réalisateur
- 1958 : The Donna Reed Show (série télévisée)
- 1961 : The Dick Van Dyke Show (série télévisée)
- 1964 : Gomer Pyle, U.S.M.C. (en) (série télévisée)
- 1965 : Gidget (en) (série télévisée)
- 1966 : Love on a Rooftop (en) (série télévisée)
- 1968 : Madame et son fantôme (The Ghost & Mrs. Muir) (série télévisée)
- 1969 : My World and Welcome to It (en) (série télévisée)
- 1969 : The Governor & J.J. (en) (série télévisée)
- 1970 : The Partridge Family (série télévisée)
- 1971 : Longstreet (série télévisée)
- 1971 : Sam Cade (Cade's County) (série télévisée)
- 1972 : Getting Away from It All (TV)
- 1972 : La Famille des collines (The Waltons) (série télévisée)
- 1972 : Anna et le roi (Anna and the King) (série télévisée)
- 1972 : Kung Fu (Kung Fu) (série télévisée)
- 1973 : Going Places (TV)
- 1973 : The Girl Most Likely to... (en) (TV)
- 1974 : The Stranger Within (en) (TV)
- 1974 : The Red Badge of Courage (TV)
- 1975 : Douce captive (Sweet Hostage) (TV)
- 1976 : Louis Armstrong - Chicago Style (TV)
- 1976 : The Practice (série télévisée)
- 1976 : Dynasty (TV)
- 1976 : Wanted: The Sundance Woman (TV)
- 1977 : The Spell (TV)
- 1977 : The War Between the Tates (en) (TV)
- 1978 : Special Olympics (TV)
- 1978 : The Comedy Company (en) (TV)
- 1978 : The American Girls (en) (série télévisée)
- 1979 : Salvage (en) (TV)
- 1979 : Salvage 1 (en) (série télévisée)
- 1979 : Valentine (TV)
- 1980 : Hardhat and Legs (TV)
- 1981 : On the Right Track
- 1981 : Crazy Times (TV)
- 1982 : A Wedding on Walton's Mountain (TV)
- 1982 : Mae West (TV)
- 1982 : Games Mother Never Taught You (TV)
- 1983 : Lottery! (série télévisée)
- 1983 : Happy (TV)
- 1984 : Samson and Delilah (en) (TV)
- 1985 : Space (feuilleton TV)
- 1986 : The Blue Lightning (TV)
- 1986 : Barnum (TV)
- 1986 : American Geisha (TV)
- 1988 : Windmills of the Gods (en) (TV)
- 1988 : King of the Olympics: The Lives and Loves of Avery Brundage (TV)
- 1989 : Money, Power, Murder. (TV)
- 1990 : Blind Vengeance (TV)
- 1991 : Silent Motive (TV)
- 1993 : Diagnostic : Meurtre ("Diagnosis Murder") (série télévisée)

### Acteur
- 1953 : Marty (TV) : Tommy
- 1956 : Alfred Hitchcock Presente (Alfred Hitchcock Presents) : Georgie (épisode Alibi Me)
- 1957 : Les Plaisirs de l'enfer (Peyton Place) : Michael Rossi
- 1958 : Flammes sur l'Asie (The Hunters) : 1stLt. Carl Abbott
- 1959 : Au milieu de la nuit (Middle of the Night) de Delbert Mann : George Preisser
- 1958 : The Further Adventures of Ellery Queen (série télévisée) : Ellery Queen (1959)
- 1960 : Tess of the Storm Country : Eric Thorson
- 1963 : La Quatrième Dimension (série) : Traversée à bord du Lady Anne (Passage on the Lady Anne) Saison 4, Épisode 17 : Alan Ransome
- 1964 : Les Scorpions noirs (Psychomania) : Freeman
- 1964 : La Quatrième Dimension (série) : La Reine du Nil  (Queen of the Nile) Saison 5, Épisode 23 : Jordan Herric
- 1965 : The Lollipop Cover

### Scénariste
- 1978 : The American Girls (en) (série télévisée)
- 1979 : Valentine (TV)

### Producteur
- 1976 : Louis Armstrong - Chicago Style (TV)